# 聖麗塔 (科潘省)
聖麗塔是洪都拉斯的城市，位於該國中部，由科潘省負責管轄，始建於1700年左右，面積291平方公里，海拔高度666米，2001年人口23,773，人口密度為每平方公里81.5人。

## 外部連結
- Hotel Pirámide Maya （西班牙文）

14°52′0″N 89°6′0″W / 14.86667°N 89.10000°W